# Erzsébet hessen–darmstadti hercegnő
Erzsébet hessen–darmstadti hercegnő, hivatalosan Erzsébet hesseni hercegnő (németül: Prinzessin Elizabeth von Hessen und bei Rhein, teljes nevén Elisabeth Marie Alice Viktoria; Darmstadt, 1895. március 11. – Skierniewice, 1903. november 6.) hessen–darmstadti hercegnő, kisgyermekként elhalálozott tífusz következtében.

## Élete
Erzsébet hercegnő – a családban csak Ella – 1895 márciusában jött világra Ernő Lajos hesseni nagyherceg és Viktória Melitta edinburgh-i és szász–coburg–gothai hercegnő első és egyetlen leányaként. Nevét apai nagynénje, Jelizaveta Fjodorovna orosz nagyhercegné után kapta, aki leánykori nevén ugyancsak Erzsébet hessen–darmstadti hercegnő volt.
Szülei unokatestvéri rokonságuk ellenére nagyanyjuk, Viktória brit királynő óhajára kötöttek házasságot, mely a kezdetektől fogva sikertelenül alakult. Erzsébet hercegnő után öt évvel, 1900-ban a nagyhercegnek és nejének született még egy gyermeke; a kisfiú azonban koraszülöttségénél fogva egy napot sem élt, a tragédia a házasság tulajdonképpeni végét jelentette. Viktória Melitta nagyhercegné nővéreihez és önfeledt mulatságokba menekült boldogtalansága elől, míg Ernő Lajos leánya felé fordult. A nagyherceg az első pillanattól fogva el volt ragadtatva egyetlen leányától, elkényeztette és szeretetével halmozta el őt.
Margaretta Eagar, II. Miklós orosz cár leányainak nevelőnője úgy jellemezte a hercegnőt, mint „aranyos és kedves gyermek, nagy kékesszürke szemmel és barna hajzuhataggal. Sokkal inkább az édesanyjára hasonlított, nemcsak arcban, de viselkedésében is”. A kislány egyike volt Viktória brit királynő kedvenc dédunokáinak; az uralkodónő rá való tekintettel nem egyezett bele Ernő Lajos és Viktória Melitta válásába. A királynő halála után, kapva a lehetőségeb, 1901 októberében a nagyherceg elvált feleségétől. Viktória Melitta édesanyjához költözött Coburgba, ahol viszonyt kezdett ugyancsak elsőfokú unokatestvérével és udvarlójával, Kirill Vlagyimirovics orosz nagyherceggel. Ernő Lajos nem házasodott meg újból, magánéletét teljes mértékben leánya töltötte ki.
Szülei válása eredményeként Erzsébet hercegnő az év egyik felét édesapjával töltötte a hesseni fővárosban, a másikat pedig édesanyjánál és nagyanyjánál a coburgi hercegi kastélyban. A kislány Viktória Melittát hibáztatta a házasság tönkremeneteléért; soha nem bocsátott meg édesanyjának. Viktória Melitta próbált közelebb kerülni leányához, aki viszont mindinkább az apja felé fordult. „Mama azt mondja, szeret engem, de te ténylegesen is szeretsz” – mondta a hercegnő édesapjának. Ernő Lajos nagyherceg biztosítani akarta leánya boldog gyermekkorát, ezért gyakorta küldte őt saját húgához, Alekszandra Fjodorovna orosz cárnéhoz. A cárné gyermekei, főként Olga és Tatyjana nagyhercegnők szoros baráti kapcsolatot alakítottak ki unokatestvérükkel.
1903 októberében egy családi összejövetelt követően Erzsébetet meghívta a cári család a lengyelországi Skierniewice városába, ahol a család egyik nyaralója állt. Egyik éjszaka a hercegnő kiült a szobája ablakába, másnap reggel pedig torokfájással és hőemelkedéssel ébredt, melyet az udvari orvos az előző napi játékok fárasztó hatásának tudott be. A nap folyamán láza felszökött, azonban este mégis elment a cári családdal egy színházi előadásra. Állapota egyre rosszabbodott; így a cár egy elismert orvost hívatott hozzá Varsóból. A doktor kámfort adott be neki, így kísérelvén meg felnyomni a vérnyomását és serkenteni egyre lassabban verő szívét; próbálkozásai kudarccal végződtek. Éjszaka lázálmai voltak, melyekben édesanyját hívta. Alekszandra Fjodorovna cárné táviratot küldött Viktória Melittának, aki csak másnap reggel, leánya halála után kapta azt kézhez. Erzsébet hesseni hercegnő 1906. november 6-án szenderült jobblétre.
A boncolási jegyzőkönyv és a hivatalos álláspont szerint Erzsébet hercegnő halálát tífusz okozta; egyes vélemények szerint ugyanakkor a nagybátyjának, II. Miklós orosz cárnak szánt méreg végzett vele. A hercegnő temetési szertartása édesapja kérésére a fehér szín jegyében zajlott a hagyományos fekete helyett. Maradványait a hesseni nagyhercegi család Rosenhöhe parkban található mauzóleumában helyezték örök nyugalomra; sírja fölé egy márvány angyalszobrot állítottak. Édesapja összetört halálhírére; a nagyherceg még harminc évvel később keletkezett emlékirataiban is fájdalommal beszél leányáról: „Az én kicsi Erzsébetem volt a napfény az életemben”.